# La Tène (site archéologique)
Cet article concerne le site archéologique. Pour la commune du canton de Neuchâtel, voir La Tène (Neuchâtel). Pour la période préhistorique, voir La Tène.
Le site de La Tène, site référence de l'Âge du fer en Europe, est situé sur la rive nord du lac de Neuchâtel, sur le territoire de la commune de La Tène, en Suisse. Site archéologique majeur du second âge du Fer, sa découverte en 1857 a permis la caractérisation de la « culture de La Tène » (env. 450 - 25 av. J.-C.), désignant l’ensemble de la culture celtique préromaine, attestée de l’Irlande à l’Anatolie occidentale. Le site est inscrit comme bien culturel d'importance nationale en Suisse.

## Localisation
Le gisement archéologique se trouve sur le lieu-dit « La Tène » dont l’étymologie est reliée au latin tenuis, évoquant les hauts-fonds caractéristiques de cette zone située à l’extrémité nord du lac de Neuchâtel, à l’embouchure de la Thielle – rivière faisant le lien avec le lac de Bienne. Le site est ainsi continuellement sous l’influence des changements de niveau du lac et des intempéries, ce qui joue un rôle sur la conservation des vestiges matériels.

## Historique

### Découverte
La découverte du site archéologique de la Tène a lieu en 1857, dans une période stimulée par la « fièvre lacustre », phénomène qui touche alors la Suisse et encourage les recherches palafittiques. En effet la Tène n’est pas le premier site littoral à être découvert et interprété comme un habitat lacustre, c’est-à-dire comme un village érigé sur des plateformes au-dessus des eaux du lac, suscitant un intérêt général pour ces « antiquités nationales ». Dès le milieu du xixe siècle, les érudits s’intéressent en effet à ces sites d’habitat particuliers et emploient régulièrement des pêcheurs dont la tâche est de draguer les eaux du lac afin de mettre les potentiels vestiges au jour. Parmi ces pionniers de la recherche palafittique figurent le colonel Friedrich Schwab, riche collectionneur qui fondera le Museum Schwab de Bienne, et son collègue Ferdinand Keller, fondateur et président de la Société des antiquaires de Zurich.
C’est dans ce cadre que le colonel Friedrich Schwab mandate le pêcheur Hans Kopp pour aller recueillir les vestiges du fond du lac à l’aide de sa barque. Au mois de novembre 1857, Hans Kopp part donc de son domicile sur les rives du lac de Bienne afin de rejoindre celui de Neuchâtel car il a pour mission de pêcher des vestiges sur le site néolithique de Concise. Lorsqu’il quitte la Thielle, il aperçoit un « pilotage » n’ayant pas encore été reconnu dans les eaux de la Tène aux environs de Marin. Il interrompt alors sa mission première pour investiguer les lieux et recueille une quarantaine d’objets en fer, dont huit pointes de lances et quatorze épées, parmi lesquelles deux sont entièrement conservées. À noter que à l’époque, c’est-à-dire avant la première correction des eaux du Jura (1868-1891), le niveau du lac de Neuchâtel était d'environ 2,7 mètres supérieur à celui d'aujourd'hui. Le site de La Tène était alors 60 à 70 centimètres sous l'eau. Ces découvertes rejoindront sa collection personnelle, léguée à sa mort à la ville de Bienne, en vue de la création du Museum Schwab.

### Premières interprétations
Si Ferdinand Keller et Friedrich Schwab n’attribuent pas d’importance particulière à ce lieu, qui figure comme un nouveau site lacustre à leurs yeux, la nouvelle de la découverte arrive un an plus tard aux oreilles d’Édouard Desor, naturaliste allemand alors professeur de géologie et de paléontologie à Neuchâtel, qui avait séjourné en Scandinavie où il avait pu se familiariser avec le système des trois âges.
Desor est donc, au contraire de ses collègues, conscient de l’importance de la découverte de tels objets en fer en contexte "anté-historique". Il propose donc en 1866, lors de la première séance du congrès international de préhistoire, ayant lieu à Neuchâtel, d’instaurer La Tène comme site de référence pour l’Âge du fer. Quelques années plus tard, en 1874, lors du Congrès de Stockholm, il sera décidé à la suite de longs débats de diviser l’Âge du fer en deux périodes : « Hallstatt » et « La Tène ».

### Des premières explorations aux fouilles de Paul Vouga
Le site, très vite reconnu pour la richesse de ses trouvailles, fait l’objet de nombreuses explorations. À la suite des travaux de Friedrich Schwab et d'Édouard Desor, La Tène attire plusieurs amateurs d'archéologie, tels Alexis Dardel-Thorens ou Victor Gross, et de nombreux pilleurs. Dès 1870, la première correction des eaux du Jura permet en effet d’abaisser suffisamment le niveau du lac de Neuchâtel pour que les antiquités fassent surface sur le site que l’on pensait « épuisé » à la suite des innombrables explorations. L’abaissement artificiel du lac permet toutefois une meilleure lecture de la topographie du site et met au jour deux ponts sur un bras asséché de la Thielle ainsi que des bâtiments à la structure indéterminée.
Durant les années 1880, Émile Vouga conduit les premières fouilles sur le site, qui permettent de clarifier la position des vestiges, ainsi que l'organisation du gisement. L’interprétation du site n’est cependant toujours pas claire. C'est ainsi qu'à partir de 1907, sur l’initiative de la Société d’histoire et d’archéologie de Neuchâtel, soutenue par les autorités cantonales et fédérales, de véritables fouilles archéologiques sont mises en œuvre.
Les fouilles, dirigées par William Wavre puis par Paul Vouga dès 1909, visent à vider systématiquement l’ancien lit de la Thielle. Cette excavation méthodique prendra fin en 1917, mettant au jour une quantité abondante de matériels d’une grande homogénéité. À la suite de cela et après six années d’études post-fouilles, Paul Vouga publie une monographie en 1923 qui prend la forme d’un inventaire typologique des trouvailles, sans s’aventurer dans une interprétation de celles-ci ou de la fonction du site de La Tène. Cet ouvrage est jugé décevant, car n’exploitant pas réellement les fruits de la méthode de fouille suggérée par l'expert fédéral Albert Naef. Vouga n’a ainsi pas jugé nécessaire de tirer parti des données stratigraphiques enregistrées sur le terrain. Cependant, l’œuvre de Vouga se révèle être utile dans le progrès des études chronotypologiques sur le second âge du Fer.
Par la suite, l’intérêt pour le site décline du fait de sa difficulté d’interprétation et de mise en parallèle[pas clair], toutefois les hypothèses sont nombreuses, entre lieu de dépôt, lieu de culte, lieu de sacrifice, théories qui s'appuient sur l'abondance des armes, dont beaucoup semblent avoir été volontairement détruites ou tordues, ainsi que sur la présence de squelettes humains et animaux trouvés sur place.
Il demeure que le site de La Tène est particulièrement peu enclin à l’interprétation au vu de trois problématiques majeures : 
- La dispersion des trouvailles : avec la notoriété du site et les nombreux pillages, les vestiges de La Tène se trouvent éparpillés dans de nombreux musées et institutions scientifiques.
- L’inégalité de la documentation
- La complexité de la topographie : l’influence des mouvements du lac et des aménagements artificiels sur la zone archéologique.

### Les fouilles de 2003
Il faut attendre 2003 pour que les fouilles reprennent sur le site de La Tène : à l’occasion de travaux menés dans le camping de La Tène se situant à présent sur le site, la section archéologie de l’OPAN organise une fouille préventive. Les travaux d’excavation archéologique prennent place à travers les couches précédemment fouillées puis remblayées par Paul Vouga et visent entre autres à rétablir une stratigraphie. C’est Gianna Reginelli Servais qui prend la direction de cette entreprise, qui consiste en quelque sorte à « re-fouiller » ce qui avait été entrepris par Vouga, et qui permettra d'établir une nouvelle stratigraphie détaillée, ainsi que de dater certaines structures précédemment identifiées.

### Le projet de 2007
À la suite des progrès effectués dans la recherche sur le site de La Tène, un projet de recherche voit le jour en 2007 à l’initiative du professeur Gilbert Kaenel, soutenu et appuyé par le Fonds national suisse de la recherche scientifique ainsi que par l’Université de Neuchâtel et la section archéologie de l'OPAN, au Laténium,. Le but de ce projet, encore en cours, consiste à établir l’inventaire des vestiges et des archives concernant le site, et à les confronter aux enseignements des fouilles de 2003, en stimulant des partenariats avec les musées conservant des trouvailles du site de La Tène, ainsi que d'encourager des travaux thématiques sur certaines catégories de mobilier. À ce jour, le projet a permis de publier les ensembles de La Tène se trouvant dans les collections du Musée d'Art et d'Histoire de Genève, du Musée d'histoire de Berne et du British Museum, sur le modèle établi par Thierry Lejars pour la collection du Musée Schwab,.

## Fonds et objets découverts
Au total, les fouilles sur le site de La Tène ont permis de mettre au jour plus de 2 500 pièces, parmi lesquelles des armes offensives et défensives en fer ou en bois (des épées et leurs fourreaux, des lances et des pointes de flèche, un arc et des boucliers), des outils utilisés pour l'industrie et l'agriculture (des faux, des haches, des couteaux, des ciseaux et une charrue en bois), des harnais de cheval, des bagues et des broches en fer et en bronze, des morceaux de tissu, divers objets en bronze, plusieurs pots ainsi que différentes monnaies gauloises et romaines.
Les différents objets découverts à La Tène sont maintenant dispersés sur les cinq continents. Divers artefacts et des squelettes ont été vendus illégalement ; il est donc très difficile d'en dresser un inventaire complet. Cependant, la majorité des objets sont conservés au Musée national suisse, à Zurich, ou au Laténium, le musée archéologique du canton de Neuchâtel à Hauterive. Une partie de la collection privée du colonel Schwab se trouve également au NMB Nouveau Musée Bienne (à l'origine : Musée Schwab de Bienne) et a fait l'objet d'une monographie.

### Ouvrages anciens
- Victor Gross, La Tène. Un oppidum helvète, Paris, Fetscherin & Chuit, 1886
- Émile A. Vouga, Les Helvètes à La Tène. Notice historique, Neuchâtel, Altinger, 1885
- Paul Vouga, La Tène. Monographie de la station, Leipzig, Hiersemann, 1923
- (en) José M. de Navarro, The finds from the site of La Tène, Londres, Oxford University Press, 1972 (ISBN 0-19-725909-X)2 volumes